# Кучанска џамија
Кучанска џамија једна је од џамија која се налази у Кучаној махали, општина Рожаје. Управа за заштиту културних добара Министарства културе Црне Горе прогласило ју је 2016. културним добром од националног значаја и интереса.

## Опште информације
Џамија има једну накривљену дрвену мунару са стрмим кровом покривеним шиндром. Конструисана је од дрвених греда борове грађе. Приземље је укопано у земљу, а у њему су смештене абдестхана и гасулхана. Камена има на фасади, а са унутрашње стране омалтерисана је и окречена. До 1983. године имала је трем са дрвеним стубовима и оградом, као и вањским махфилом на галерији трема. На источној страни постојао је мектеб који је изгорео 1. фебруара 1870. године. Данас се на североисточној страни налази вакуфска кућа у којој су смештене мектебске учионице, канцеларије Одбора ИЗ и станови за имаме. Иако је реновирана више пута очувала је свој првобитни изглед. Данас пролази кроз процес убрзаног оштећења и пропадања.
Вакуфи џамије су Закамена, шума у Кољену, ливада Закамено, зграда до џамије површине 195 м2 и пашњак у Калачима.

## Историјат
Не зна се тачна година изградње џамије, мада се у литератури спомињу 1779, 1797, 1819. и 1830. Вероватно је саграђена у првој половини 19. века, на увакуфљеној њиви Суљаге еф. Кардовића. Име је добила по Кучанској махали у којој се налази. Смештена је на левој обали Ибра, на око 200 метара удаљености од Горње џамије што је последица тадашње племенске поделе града на Куче и Клименте. У непосредној близини џамије постојала је чаршија која је називана доњом, те је отуда у народу присутан и назив Доња џамија. После обнове Горње џамије шездесетих година 20. века, назива се и Старом џамијом.

## Имами
Имами џамије били су : 
- Хусеин-ага еф. Фетаховић
- хаџи Арслан-ага еф. Фетаховић
- мула Ахмет-ага еф. Кардовић
- Реџо еф. Бећирагић
- хаџи Мехмет еф. Костић
- мула Медо еф. Пећанин
- мула Јакуп еф. Кардовић
- мула Даут еф. Мулалић
- Иљаз-ага еф. Кардовић
- Хивзијага еф. Кардовић
- Хидајет еф. Хаџић
- Рахман еф. Мухедина Нурковић[1]